# Carvalhal (Abrantes)
Carvalhal es una freguesia portuguesa del concelho de Abrantes, en el distrito de Santarém, con 17,54 km² de área y 722 habitantes (2011). Densidad: 13,9 hab/km² Densidad: 41,2 hab/km².
Localizada en el extremo norte del concelho, la freguesia de Carvalhal limita con los concelhos de Vila de Rei, al norte, y de Sardoal, al este, con la ciudad de Abrantes, al sur, y con las freguesias de Souto y Fontes, al oeste.
Su territorio incluye las localidades de Carvalhal, Carril, Matagosa, Matagosinha, S. Domingos, Sobral Basto y Vale Tábuas.

## Economía
Situada junto a una zona densamente arbolada, la población de Carvalhal estuvo tradicionalmente constituida por madeireiros. La agricultura de subsistencia fue muy practicada por esta zona hasta que fue abandonada en la década de los 80. Esta zona ha sido muy afectada por los incendios forestales.

## Gastronomía
.

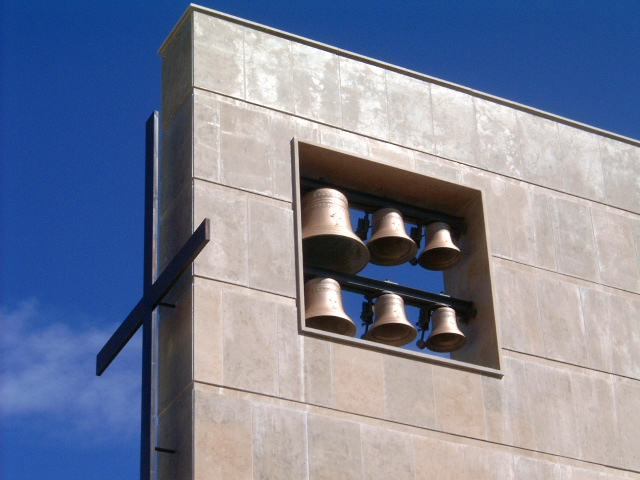
Detalle de la Iglesia: campanario.

La gastronomía de la freguesia recibe influencias de la de las Beiras (por ejemplo en las migas de pan de maíz, judías y berza, aquí designada vulgarmente como couve-ratinha) y  de la del Alentejo (en los embutidos y en las açordas (sopas de pan), designadas por la población más antigua como "sopas-alvas"). Algunas familias todavía crían cerdos, cuya matanza es hoy una ocasión de reunión familiar en la que se consumen productos porcinos como los petiscos, las mioleiras y las iscas. Es también tradicional en verano una sopa fría que consiste en agua, vinagre, sal y pepino picado a la que se da el nombre de "picada". Durante las fiestas de la freguesia, en torno a la festividad de la Asunción, cada casa acostumbra a hacer los llamados bolos lêvedos o broas.

## Patrimonio

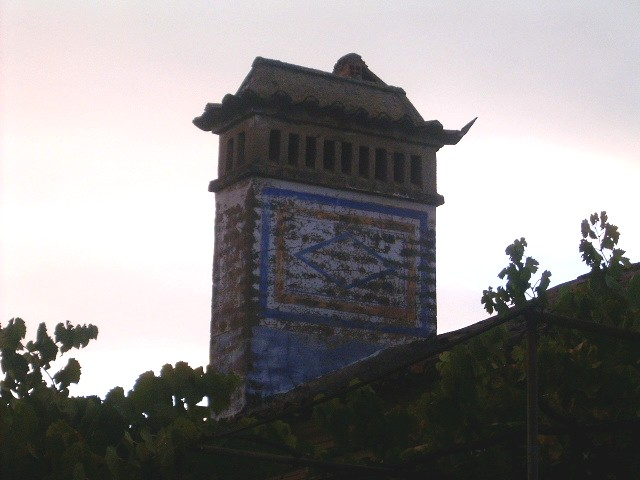
Chaminé típica.

La freguesia cuenta con un patrimonio inmueble reducido. La iglesia nueva, en funciones, vino a substituir una capilla de poco interés artístico. En la arquitectura popular son de destacar las chimeneas típicas, en forma de paralelepípedo largo.